# Grace Chisholm Young
Grace Chisholm Young (1868–1944) was een Brits wiskundige. Zij was getrouwd met William Henry Young, en veel van haar publicaties zijn onder zijn naam gepubliceerd, en enkele onder de naam van hun beiden.
Op zeventienjarige leeftijd slaagde Chisholm voor het toelatingsexamen van de Universiteit van Cambridge, waar ze medicijnen wilde studeren. Haar ouders wilden haar echter niet steunden in deze studie en wilden dat zij zich met sociaal werk in Londen bezig zou gaan houden. Het duurde daarom nog vier jaar eer ze zou beginnen met studeren, aan Girton College, een vrouwencollege dat verbonden was aan de Universiteit van Cambridge. Daar ontdekte ze dat wiskunde haar goed lag. Haar ouders waren enigszins van mening veranderd, want voor wiskunde hoefde je in elk geval als beschaafde vrouw niet vaak de deur uit. Zij excelleerde zowel in Cambridge als bij het examen van de Final Honors School of Mathematics in Oxford. 
Ze ging vervolgens naar het Duitse Göttingen om daar wiskunde te studeren, samen met haar mentor en inmiddels echtgenoot William Young. In 1895 promoveerde zij bij de wiskundige Felix Klein op het proefschrift Algebraisch-gruppentheoretische Untersuchungen zur sphärischen Trigonometrie. Voor die promotie verkreeg ze een speciale ontheffing van de Duitse regering. Zij promoveerde magna cum laude en mocht, in tegenstelling tot een voorgangster circa 20 jaar eerder, Sofia Kovaleskaja, alle ceremonies bijwonen. 
Dat Chisholm haar naam niet onder de gepubliceerde papers zette was een economische keuze, de publicatie onder de naam van haar echtgenoot zou meer materieel gewin opleveren. Zij werkte talloze malen mee met de 170 artikelen die haar man schreef. Volgens de tekst in een brief aan een vriendin, die zij schreef op latere leeftijd, vond zij het echter prettig om anoniem te incognito te zijn, en wilde ze niet verward worden met moderne ambitieuze vrouwen. Bovendien vond zij haar man, die wat chaotisch van aard was, een creatievere wiskundige. Niettemin stond haar naam als enige op 18 papers.

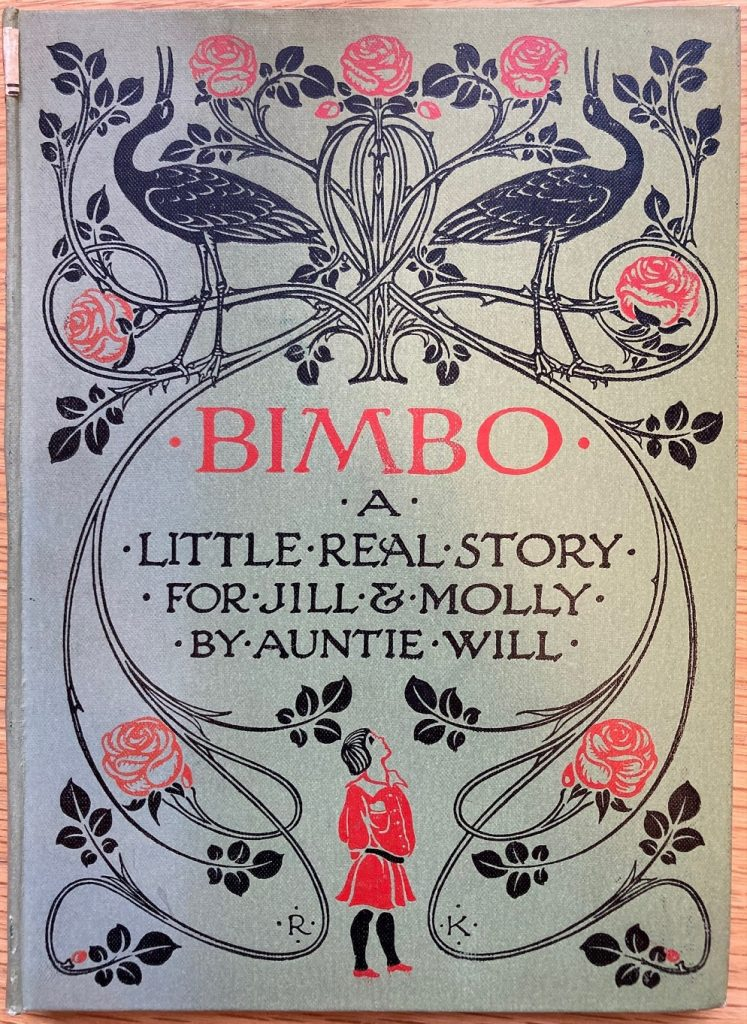
Omslag van een van de kinderboeken van Chisholm Young

Tussen 1896 en 1905 kregen Chisholm en Young zes kinderen, die Chisholm opvoedde in Genève, terwijl haar man allerlei banen in het buitenland aanvaarde. Niettemin rondde ze alsnog haar studie geneeskunde af en schreef ze twee kinderboeken om de wetenschappelijke kennis bij kinderen te vergroten,  Bimbo: A Little Real Story for Jill and Molly (1905), met een uitleg waar de baby's vandaan komen, en Bimbo and the Frogs: Another Real Story (1907), dat handelt over cellen. De omslagen voor beide boeken zijn ontworpen door Alice B. Woodward. 